# Charlotte Pass
Charlotte Pass (muitas vezes, e erroneamente, referida como Charlotte's Pass), em uma altitude de 1.837 metros, é um local que envolve um resort de neve e uma vila localizada nas Montanhas Nevadas do estado de Nova Gales do Sul, na Austrália. O local está localizado no Parque Nacional Kosciuszko, onde a Estrada Kosciuszko atravessa o cume do Canguru. Charlotte Pass é o assentamento mais próxima do Monte Kosciuszko.
É o local de um dos mais antigos resorts de neve da Austrália. É o local mais frio da Austrália (excluindo o Território Antártico), com um recorde de −23,0 °C (-9,4 ° F) e temperaturas de inverno que caem regularmente para abaixo de −10 °C.